# Bulbophyllum hildebrandtii
Bulbophyllum hildebrandtii là một loài phong lan thuộc chi Bulbophyllum.